# Propostira quadrangulata
Propostira quadrangulata är en spindelart som beskrevs av Simon 1894. Propostira quadrangulata ingår i släktet Propostira och familjen klotspindlar. Inga underarter finns listade i Catalogue of Life.